# Opius distincticornis
Opius distincticornis är en stekelart som beskrevs av Fischer 1965. Opius distincticornis ingår i släktet Opius och familjen bracksteklar. Inga underarter finns listade i Catalogue of Life.